# République galactique
Régime politique apparaissant dans
Star Wars.
c. 20 000 av. BY – 19 av. BY
Histoire et évènements
Chancelier Suprême
 Empire galactique
 Alliance rebelle
La République galactique (Galactic Republic en version originale), ou simplement désignée comme la République est un régime politique fictif apparaissant dans l'univers de Star Wars prédominant la galaxie durant un millénaire environ et s'achevant 19 ans avant la bataille de Yavin (considérée comme le principal point de repère temporel de l'univers), date à laquelle son Chancelier Suprême proclame l'Empire galactique. Après la disparition de ce dernier, un nouveau régime républicain voit le jour, la Nouvelle République.
Si les circonstances de sa création sont vaguement explorées dans les longs métrages de la franchise, celles de sa disparition sont au centre de l'intrigue du film La Menace fantôme (réalisé par George Lucas en 1999) puis de L'Attaque des clones (réalisé par George Lucas en 2002), de Star Wars : The Clone Wars (réalisé par Dave Filoni en 2008) et de sa série télévisée dérivée éponyme (créée par George Lucas en 2008) et enfin dans La Revanche des Sith (réalisé par George Lucas en 2005).
Pour concevoir la République galactique, George Lucas, qui a écrit l'histoire de presque toute la saga Star Wars, a repris des éléments historiques réels comme le règne de la République romaine antique ou la montée au pouvoir d'Adolf Hitler. Il a par ailleurs été inspiré par des éléments culturels tels que les coiffures des impératrices chinoises ou le courant artistique de la néo-Renaissance. Il les a ensuite retranscrits dans les films qu'il a réalisés ou scénarisés.

## Histoire
Près de 15 ans avant sa chute, la République vota par l'intermédiaire de son Sénat galactique la taxation des routes commerciales, ce qui mécontenta fortement les mégaconglomérats, notamment la Fédération du commerce qui, influencé par un mystérieux Dark Sidious, mit en place un blocus sur Naboo, suivi d'une invasion pour contester ce vote. La reine Amidala, souveraine de Naboo, réussit à rejoindre Coruscant et dénonça les agissements de la Fédération du Commerce au Sénat. Le chancelier suprême Finis Valorum proposa à la reine Amidala d'envoyer une commission d'enquête, décision qui la mécontenta, car elle souhaitait une action concrète. Conseillée par le sénateur de Naboo Palpatine, elle mit aux voix une motion de censure contre Finis Valorum, à cause de l'incapacité de ce dernier à réagir face aux grandes organisations commerciales. Malgré la défaite de la Fédération du Commerce face à Padmé Amidala, ce conflit révéla l'impuissance du Sénat et vit élire un nouveau chancelier suprême : Palpatine.
Dix ans après cet événement, un mouvement Séparatiste se créa au sein de la République, fondé par le comte Dooku. De nombreux systèmes quittèrent la République au profit des Séparatistes. Le Jedi Obi-Wan Kenobi assista sur Géonosis à la création de la Confédération des systèmes indépendants, traité signé par des mégaconglomérats, dont la Fédération du commerce, qui mirent leurs armées à disposition du comte Dooku. Le Sénat fit voter les pleins pouvoirs au chancelier Palpatine et ordonna la création d'une armée de clones pour la République et l'envoya sur Géonosis pour combattre l'armée droïde Séparatiste. La Bataille de Géonosis se finit par la victoire de la République et marqua le début de la Guerre des clones. Pendant les trois ans de guerre, le chancelier suprême ne cessa d'accumuler des pouvoirs ; la guerre était présente dans la totalité de la galaxie. La République prenait progressivement l'avantage jusqu'à la Bataille de Coruscant, où les Séparatistes enlevèrent le chancelier. Obi-Wan Kenobi et Anakin Skywalker réussissent à le libérer et Anakin tua le comte Dooku. Le général Grievous, commandant de l'armée droïde, ordonna la retraite sur Utapau, où il fut tué par Obi-Wan Kenobi durant l'ultime bataille.
Peu après la mort du général Grievous, les Jedi apprirent que Palpatine n'était autre que le fameux Dark Sidious, le Seigneur Sith derrière la Guerre des clones. Un groupe composé de Mace Windu, Kit Fisto, Saesee Tiin et Agen Kolar, tenta d'arrêter Dark Sidious. Seul Mace Windu survécut et réussit à le désarmer. Mais Palpatine avait réussi à faire basculer Anakin Skywalker du côté obscur. Celui-ci arrive sur le lieu du combat et désarme Mace Windu que Dark Sidious s'empresse de tuer. Ce dernier en profite alors pour donner l'Ordre 66, visant à éliminer tous les Jedi au cas où ceux-ci se retourneraient contre la République, prétexte invoqué par Palpatine. Les soldats clones s'exécutèrent et de nombreux Jedi périrent ainsi. Anakin Skywalker devint Dark Vador, attaqua avec la 501e légion de clones le Temple Jedi et massacra de nombreux Jedi, y compris les novices. Il partit ensuite sur Mustafar pour assassiner les chefs Séparatistes et éradiquer ainsi toute menace de contestation de l'autorité des Sith. Pendant ce temps, Palpatine proclama l'Empire galactique au Sénat galactique sous les ovations de la foule. Les Jedi restants, quelques clones déserteurs et certains sénateurs comme Bail Organa créèrent en réaction la délégation des 2000. De ces rebelles naîtra l'Alliance rebelle, qui perpétuera l'esprit de la République jusqu'à la fondation de la Nouvelle République après la fin de l'Empire.

## Localisation
La capitale politique de la galaxie est Coruscant, une cité-planète entièrement recouverte de constructions urbaines. Elle est le siège du Sénat galactique et de l'Ordre Jedi. La planète restera la capitale politique de la galaxie sous l'Empire. Le Centre de Détention Central se situe également sur Coruscant, il a abrité des prisonniers comme Boba Fett ou Bossk. Les opposants de la République sont enfermés dans la Citadelle, une prison fortement sécurisée construite 500 ans avant la Guerre des clones. Des Jedi se révoltant contre la République y seront par exemple enfermés. La prison est volée par la Confédération des Systèmes indépendants lorsqu'elle envahit la planète.
La Grande Armée de la République provient essentiellement de la planète Kamino, située en dehors de la Bordure Extérieure, elle n'apparaît pas dans les archives du Temple Jedi. La planète est recouverte d'océans et connait des tempêtes permanentes. Le Premier ministre de Kamino, Lama-Su a maintenu secrètement un contrat pour faire naître une armée de soldats clonés destinés à la République.

Des combats entre la République et les Séparatistes ont lieu sur de nombreuses planètes de la galaxie durant la Guerre des clones, impliquant diverses populations. Les Wookiees ont par exemple combattu aux côtés des soldats clones sur la planète Kashyyyk. De nombreuses planètes affiliées à la République galactique sont envahies par les Séparatistes durant la Guerre des clones comme les planètes Mon Cala, Saleucami, Christopsis ou Ryloth.

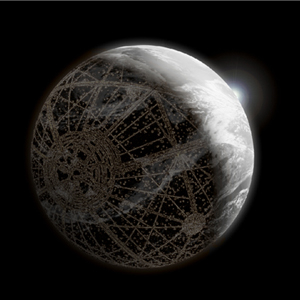
Coruscant est une planète entièrement recouverte de constructions urbaines. Il s'agit de la capitale politique de la République puis de l'Empire.

## Organisation

### Sénat galactique
Le Sénat est localisé sur la planète-capitale de la galaxie, Coruscant. Il regroupe les sénateurs représentant les différents mondes de la galaxie. Les pouvoirs des sénateurs sont de plus en plus amoindris lors du mandat de Palpatine. Il parvient en effet au pouvoir après la motion de censure à l'encontre du Chancelier Suprême Valorum de régler le conflit opposant Naboo et la Fédération du commerce qui envahit la planète. Le Chancelier Suprême est alors démis de ses fonctions et Palpatine, par ailleurs sénateur de Naboo, accède au rang de Chancelier Suprême. De plus, lors de la menace grandissante de la Confédération des Systèmes indépendants, des opposants à la République, le Chancelier Suprême Palpatine se voit accorder les pleins pouvoirs pour décréter la création d'une armée de la République. Des sénateurs, opposés à Palpatine et ses pouvoirs grandissants, fondent secrètement l'Alliance rebelle qui combattra l'Empire. Sous l'Empire, le pouvoir du Sénat diminue considérablement au profit des gouverneurs régionaux. Il est finalement dissous peu de temps avant la Bataille de Yavin par l'empereur lui-même. 

### Ordre Jedi
Définis comme les gardiens de la paix et de la justice dans la République, les Jedi utilisent la Force, une capacité physiologique leur procurant des pouvoirs surnaturels. Ils ont à leur disposition plusieurs temples Jedi, le temple Jedi central est celui présent sur Coruscant, c'est en effet celui-ci qui sert de hub aux activités des Jedi. Un autre temple est présent sur la planète Lothal, c'est à l'intérieur de celui-ci qu'un Jedi peut construire son sabre laser, l'arme des Jedi. Le temple Jedi de la planète Coruscant est en partie détruit lors de l'exécution de l'Ordre 66, il sera ensuite reconverti en résidence impériale. Pendant leur quête spirituelle, les Jedi se rendent sur la planète Jedha, abritant les cristaux de Kyber, nécessaires à la fabrication d'un sabre laser. La planète est également un lieu de pèlerinage pour les individus qui souhaitent s'engager sur la voie de l'exploration de la Force. L'Ordre Jedi disparaît après les manigances de Palpatine et la plupart des Jedi seront éliminés.

### Forces armées

#### Troupes
Née sur la planète Kamino, l'armée de la République est issue de soldats clonés à partir du modèle génétique du chasseur de primes Jango Fett. Elle est le fruit d'une commande passée secrètement par un maître Jedi que le Conseil des Jedi n'aura jamais approuvée. La révélation de la création de cette armée est forcée par les événements, le Chancelier Suprême se voit confier plus de pouvoir pour fonder une armée lorsque l'armée des Séparatistes menace la sûreté de la République.
Physiquement plus puissants que les droïdes de l'armée des Séparatistes et ayant plus d'initiative, les clones sont envoyés en mission pour la première fois sur la planète Géonosis pour soutenir les Jedi. C'est cet événement qui marque le début de la Guerre des clones. Des années durant, les clones mènent des opérations dans la galaxie et sont divisés en plusieurs unités, dont les commandants sont les Jedi. 
Lors de l'exécution de l'Ordre 66, les clones sont responsables de la mort de nombreux Jedi. En effet, l'Ordre 66 ordonne l'élimination des Jedi au cas où ces derniers se révolteraient contre le pouvoir en place, c'est le prétexte invoqué par Palpatine pour lancer cet ordre. Lorsque l'Empire est proclamé, les clones sont peu à peu remplacés par des individus non clonés et disparaissent au fur et à mesure. Certains clones, n'ayant pas obéi à l'Ordre 66 rejoignent l'Alliance rebelle et combattent l'Empire.

#### Véhicules
La République utilise des véhicules pour différents usages, notamment militaire et diplomatique. Elle tient ainsi à sa disposition des croiseurs conçus pour le combat spatial, comme le Republic attack cruiser (« Croiseur d'Attaque de la République ») — aussi appelé Destroyer Stellaire de Classe Venator — ou la Republic attack shuttle (« Navette d'attaque de la République ») pour le transport de troupes et le combat. Il y a également des vaisseaux spatiaux pour les missions diplomatiques tels que le Republic Cruiser (« Croiseur de la République ») ou le Alderaan Cruiser (« Croiseur d'Alderaan ») — aussi appelé Corvette CR90 —. Certains vaisseaux seront récupérés par la suite par l'Alliance rebelle, comme le Y-wing. D'autres seront réutilisés par l'Empire, comme les destroyers.
La République tient également à sa disposition des véhicules terrestres conçus pour le combat, comme le AT-RT Walker (« Marcheur AT-RT ») et qui serviront plus tard de modèle aux All Terrain Scout Transport (« Transport tout terrain de reconnaissance ») utilisés par l'Empire durant la Guerre Civile galactique.

## Opposition
Durant ses dernières années, la République voit son système politique de plus en plus corrompu. Des opposants au régime s'unissent sous l'égide du comte Dooku, ralliant les différents chefs de groupes d'opposants et s'accaparant leurs armées dirigées par le général Grievous, il fonde la Confédération des Systèmes indépendants avec ses nouveaux alliés. Grâce aux manipulations du Chancelier Suprême jouant un double jeu, chef de la République et maître du comte Dooku sous le nom de Dark Sidious, il parvient à manipuler la galaxie et à déclencher une guerre en faisant s'opposer les deux camps dans un conflit qui durera plusieurs années : la Guerre des clones.
Le Chancelier Suprême se voit acquérir de plus en plus de pouvoirs pour mettre fin à la guerre, c'est ainsi qu'il parvient à fonder le premier Empire galactique. Les derniers dirigeants des Séparatistes sont éliminés par l'apprenti de Dark Sidious, Dark Vador, ou rejoignent la cause impériale. Les derniers membres de la Confédération des Systèmes indépendants non favorables à un empire seront pourchassés par les troupes impériales,.

## Héritage

### Un Empire galactique contesté
Palpatine instaure un régime totalitaire, l'Empire, qu'il sera seul à diriger durant 23 ans. Il fait de son apprenti Dark Vador et du Grand Moff Tarkin, superviseur de la construction de l'Étoile de la mort, ses principaux lieutenants. Il achève les derniers Jedi et lance des opérations pour traquer les Séparatistes dans la Bordure Extérieure. Il dissout par ailleurs le Sénat galactique dont il a considérablement amoindri les pouvoirs auparavant.
La domination de l'Empire est contestée par une insurrection appelée l'Alliance rebelle, fondée par des sénateurs comme Bail Organa, Padmé Amidala et Mon Mothma. Ce mouvement prend de l'importance et gagne plusieurs systèmes dans la galaxie. Cependant, une des ripostes de l'Empire cause de graves dommages aux forces rebelles car il prend possession de la base Echo sur Hoth, laissant les rebelles en fuite errer dans l'espace par le biais de leur vaisseaux spatiaux. 
Plus tard, tombant dans un piège organisé par l'Empereur, les rebelles se retrouvent coincés par les forces impériales à la fois sur la planète où se trouve le générateur du bouclier d'une station spatiale impériale, la Seconde Etoile de la Mort, que dans l'espace, confrontés à la flotte de l'Empire. Les rebelles réussissent malgré tout à pénétrer jusque dans le noyau de la base et la détruisent. 
L'Empire s'effondre à la suite de cet événement.

### Fondation d'une Nouvelle République
Après la chute de l'Empire, un accord oblige ses derniers représentants à dédommager les peuples affaiblis. L'Alliance rebelle devient la Nouvelle République qui refonde le Sénat galactique et se débarrasse drastiquement de ses moyens militaires. La princesse Leia Organa fonde une nouvelle organisation, méfiante à l'égard des anciens impériaux, la Résistance. Les restes de l'Empire deviennent le Premier Ordre et affligent des dégâts considérables à la Nouvelle République en détruisant sa capitale, Hosnian Prime.

## Inspirations

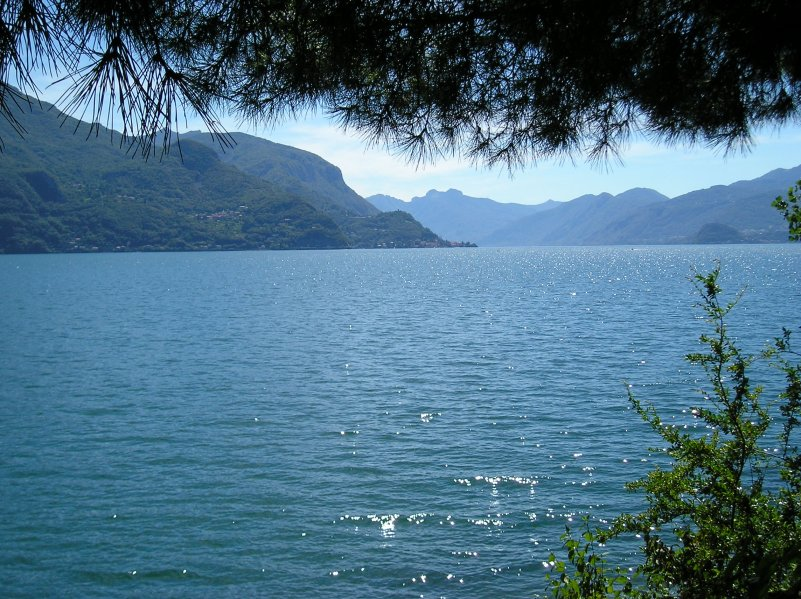
Le lac de Côme comme il peut être vu dans L'Attaque des clones.

Les décors associés à la République galactique puisent des inspirations dans divers éléments culturels. La planète Naboo prend pour inspiration « le style néo-Renaissance de la place de Séville ». Ses lacs sont ceux du lac de Côme en Italie. Le paysage urbain de la planète Coruscant est quant à lui inspiré par le Chrysler Building à New York.
Plusieurs éléments associés à la reine Amidala sont issus de l'histoire, ainsi, son croiseur est inspiré par l'avion Lockheed SR-71 Blackbird appartenant à l'US Air Force. Par ailleurs, les coiffures avec lesquelles elle est représentée s'inspirent des coiffures des impératrices chinoises comme celle de Tseu-Hi (1835 - 1908). L'identité de la reine Padmé Amidala est également d'origine asiatique, « Padmé » signifiant « fleur de lotus » et « Amidala » symbolisant sa manifestation spirituelle en sanscrit indien. Il est également à noter que les costumiers Trisha Biggar et Ian McCaig ont confectionné pour le personnage un costume pour chaque scène où elle apparaît.
La chute de la République galactique prend pour exemple la République romaine de l'Antiquité avec une représentation de la corruption et des sénateurs accordant une plus grande puissance à un futur empereur. La prise de pouvoir de Palpatine ressemble au coup d'État de Napoléon III et l'accession au pouvoir d'Adolf Hitler qui s'effectuent dans un contexte favorable et sans révolution. En effet, l'impossibilité pour les sénateurs de la République galactique de se faire entendre dans une assemblée circulaire favorise la prise de pouvoir de Palpatine qui y accède en toute légitimité.